# Ian Gordon Greenlees
Ian Gordon Greenlees (10 luglio 1913 – 22 luglio 1988) è stato un diplomatico e scrittore scozzese.

## L’istruzione e i primi viaggi in Italia
Ian Gordon Greenlees nacque il 10 luglio 1913 da una famiglia che possedeva distillerie di whisky in Scozia.
Scriverà David Platzer, in un articolo pubblicato sul «London Magazine» del 1995, che Greenlees soleva affermare: «mio nonno era un distillatore di whisky che aveva guadagnato un sacco di soldi. E fortunatamente ha lasciato tutto a me». Ian ebbe un’educazione cattolica presso il Collegio di Ampleforth, nello Yorkshire: detestava gli sport obbligatori del collegio, ma amava molto leggere e fin da subito iniziò a studiare la lingua italiana che gli insegnava, su sua espressa richiesta, Don Dunstan Pozzi, che lo coinvolse in un viaggio in Italia. L’itinerario prevedeva tappe a Como, a Venezia, a Firenze, a Siena, a San Gimignano e a Roma. Vedere l’Italia per la prima volta all’età di quindici anni scatenò in lui un’emozione unica, tanto che nella sua autobiografia (conservata nell'Archivio Greenlees presso la biblioteca comunale di Bagni di Lucca), si legge che ogni volta che ripensava a quella prima visita nella primavera del 1928, tutto gli appariva poetico. In seguito ottenne una borsa di studio al Magdalen College di Oxford dove proseguì gli studi di italianistica e dove si laureò in lingue moderne.
Terminati gli studi a Oxford, Greenlees fece un secondo viaggio in Italia tra il 1929 e il 1930, rimanendo nuovamente estasiato dal paese e decidendo di stabilirvisi. Nel 1932 decise di concludere il suo periodo di studio proprio in Italia. Così, durante l’estate, insieme all’amico Archibald Colquhoun visitò Venezia e dopo tre mesi fu la volta di Firenze, città che poi sarebbe diventata la sua casa per oltre trent’anni e dove poteva contare su numerose amicizie, inclusa quella di Osbert Sitwell, dato che la famiglia dello scrittore aveva acquistato nel 1909 il Castello di Montegufoni a Montagnana Val di Pesa. Dopo la visita a Firenze, il viaggio proseguì prima per Napoli e poi per Ravello. Ian rimase talmente affascinato da Napoli e da Capri che decise di acquistare nel 1949 una abitazione proprio ad Anacapri, Villa Fraita, dallo scrittore medico e romanziere inglese Francis Brett Young. Rientrato a Oxford, forte dell’italiano appreso anche nell’ultimo viaggio, conseguì la laurea nel 1934 (con First Class Honours) e fino al 1936 fu lettore di Anglistica su incarico di Mario Praz. Nella capitale italiana ottenne un contratto universitario della durata di due anni, durante i quali si dedicò alle relazioni culturali tra Italia e Inghilterra, ma soprattutto strinse una forte amicizia col professor Mario Praz.

## La guerra e l’esperienza nell’Italia meridionale
Nel 1936 Ian aveva visitato la Grecia e solo nel 1938 fece un altro breve viaggio in Italia. Nel marzo del 1939, ancora prima dello scoppio della Seconda Guerra Mondiale, Greenlees si diresse a Napoli con il desiderio di soggiornarvi per un paio di mesi, ma, poco dopo, il British Council di Londra gli comunicò di volerlo incontrare per poter istituire una succursale dell’Istituto in Italia. All’età di venticinque anni, Ian divenne rappresentante del British Council in Italia e Direttore del British Institute di Roma; qui si stabilì in un appartamento in Via Sistina e iniziò a lavorare a stretto contatto con l’Ambasciata inglese a Roma e con l’ambasciatore Sir Percy Loraine.
Nel pieno della guerra, Ian tornò a Londra per riferire sulla situazione italiana ai membri del Consiglio Generale del British Council. Nel 1943 fu inviato a partecipare allo sbarco in Nord Africa al seguito dell’ottava Armata e poi prese parte allo sbarco in Sicilia. Fu un componente delle forze speciali nello Psycological Warfare Branch (PWB) e promosso Maggiore. Arrivato a Bari, Greenlees fu accolto calorosamente dalla popolazione del capoluogo pugliese e subito si diresse verso l’ufficio dell’EIAR per prendere possesso della stazione radiofonica. Radio Bari divenne uno strumento di propaganda antifascista. Greenlees ricordò questa esperienza in occasione di un convegno del British Institute of Florence, in cui rese partecipi gli intervenuti della sua storia personale; in particolare, si soffermò sulla sua permanenza a Tunisi presso il PWB, un reparto anglo-americano costituito per la propaganda, e dell’annuncio dell’armistizio da parte del maresciallo Pietro Badoglio.

## Roma, Capri e Anacapri
Arricchito nello spirito e forte di questa esperienza, Greenlees si trasferì dal capoluogo pugliese a Roma, città nella quale lavorò alcuni mesi a stretto contatto con membri del Partito Comunista, e dove conobbe persone di grande spessore culturale, fra cui lo scrittore Alberto Moravia e il pittore Renato Guttuso. Con questi, Ian ebbe modo di allacciare una sincera e duratura amicizia. Tra Roma e Anacapri, Ian Greenlees visse all’interno di un incredibile circolo culturale. Uno dei suoi migliori amici tra i pittori contemporanei fu Guttuso, che lo ritrasse con l’uniforme durante il periodo della guerra. Nel 1954 Ian lasciò Roma e il British Council e tornò per qualche anno a scrivere e leggere nell’Inghilterra del Sud, prima di fermarsi stabilmente a Firenze. In questo periodò egli coltivò comunque i rapporti con gli amici di sempre e probabilmente scrisse l’opuscolo su Norman Douglas, uscito per il British Council, e l’introduzione all’edizione inglese di Agostino di Alberto Moravia scritto durante il 1942 ad Anacapri, uscita in Inghilterra nel 1947 per i tipi Martin Secker & Warburg Ltd.

## La direzione del British Institute of Florence
Tornato in Italia, Greenlees divenne direttore del British Institute of Florence sostituendo Francis Toye che, a seguito di alcune incomprensioni con Harold Acton, aveva deciso di dimettersi il primo maggio del 1958. Il giorno dopo, a seguito dell’insistenza di alcuni membri del Consiglio, Ian Greenlees lo sostituì con l’appoggio di Giuliano Pellegrini, Harold Acton, Ashley Clarke e dello stesso Toye. Da subito Greenlees perseguì il bene dell’Istituto: aumentò le tasse per l’anno accademico, revisionò i libri di testo e inviò una lunga relazione valutativa al British Council, definendo i manuali scaduti e da sostituire. Decisione significativa e rilevante fu quella di affiancare lo studio dell’italiano a quello dell’inglese, suscitando stupore ai vertici dell’organo, e in un secondo momento anche storia dell’arte. Rispetto al British Council, dove si promuoveva solo la cultura britannica, il British Institute of Florence voleva essere un centro propulsore di entrambe le culture. Va ricordato che durante gli anni di direzione del British Institute of Florence, Ian Greenlees si adoperò in maniera piuttosto decisiva per il riordino della biblioteca dell’ente: fece classificare i volumi secondo la Dewey Decimal Classification e li pose a scaffale aperto, avviò lo scarto dei “doppi” e degli esemplari in pessimo stato di conservazione, acquistando nuovi libri. Egli avviò anche un fitto rapporto con le principali università toscane, specialmente con gli atenei di Firenze e di Pisa. Anche alcuni professori di Cambridge e di Oxford tennero lezioni presso il British: Anthony Blunt, Michael Grant, Giuseppe Fontanelli, Franklin Samuel Stych, senza contare i numerosi interventi di Osbert Sitwell. La grande cura del programma culturale dette spessore alle attività; Ian utilizzò i suoi contatti per far fare il salto di qualità al British Institute of Florence. Nel 1966, anno dell’alluvione, Greenlees organizzò il trasloco della biblioteca da Palazzo Antinori all’attuale sede di Palazzo Lanfredini di proprietà Acton.

## La vita a Bagni di Lucca
"Da anni sono innamorato dell’Italia, del vostro bel paese, non soltanto per la grandezza del passato, ma anche e soprattutto per il popolo italiano, così civile, gentile e umano. A conoscere meglio l’Italia, ho acquistato un affetto particolare per la Toscana, la Campania e le Puglie, e nella Toscana posso confessare che ho un grande affetto per Bagni di Lucca, nella valle di Lima, così ricca di ricordi anglo-italiani..." Con queste parole, Ian Greenlees volle raccontare il proprio amore per un paese toscano, Bagni di Lucca, un luogo del quale divenne cittadino onorario e nel quale si rifugiò definitivamente una volta abbandonata la direzione del British Institute. La frequentazione della località in provincia di Lucca iniziò nel 1959. Dieci anni dopo, al Bagno alla Villa, capoluogo del Comune, acquistò poi l’antica residenza della famiglia Mansi di Lucca. Qui si trasferì definitivamente nel 1981 e vi morì nel 1988: «A Bagni si circondò dei pochi amici rimasti e soprattutto dei suoi libri. Fece trasportare lì la sua intera biblioteca, ricchissima e preziosa e l’archivio».